# John Paulet, 2. markýz z Winchesteru
John Paulet, 2. markýz z Winchesteru (asi 1510? – 4. listopadu 1576 Londýn) byl anglický šlechtic a politik.

## Život
Narodil se asi roku 1510 jako syn Williama Pauleta, 1. markýze z Winchesteru a jeho manželky Elizabeth roz. Capel. Svou kariéru započal roku 1533, kdy se stal Nejvyšším šerifem Hampshiru. Poté působil na postu šerifa Somersetu a Dorsetu. Následně pokračoval v několika funkcích např. jako guvernér ostrova Wight. Během svého života se třikrát oženil, poprvé před rokem 1536 se oženil s Elizabeth Willoughby, dcerou Roberta Willoughby, 2. barona Willoughby de Broke a jeho manželky Lady Dorothy roz. Grey. Spolu měli šest dětí:
- William Paulet, 3. markýz z Winchesteru ∞ Anne Howard
- George Paulet
- Thomas Paulet
- Richard Paulet ∞ Elizabeth Windsor
- Elizabeth Paulet
  - ∞ Sir William Courtenay
  - ∞ Sir Henry Ughtred
- Mary Paulet ∞ Henry Cromwell, 2. baron Cromwell

Podruhé se oženil roku 1554 s Alžbětou Seymourovou, dcerou Sira Johna Seymoura a jeho manželky Lady Margery Wentworth. Po třetí se oženil v roce 1568 s Winifredou, vdovou po Siru Richardovi Sackville a dcerou Johna Brydgese.
Dne 30. září 1544 ho král Jindřich VIII. Tudor pasoval na rytíře. V letech 1550 až 1572 mu náležel titul Lorda St John. Po smrti svého otce dne 10. března 1572 se stal markýzem z Winchesteru.
Zemřel 4. listopadu 1576 v londýnské čtvrti Chelsea. Pohřben byl v kostele sv. Marie v Old Basingu. Jeho manželka Winifred zemřela roku 1586 a byla pohřbena ve Westminsterském opatství.